# Mistrzostwa Świata w Łyżwiarstwie Szybkim w Wieloboju 1911
19. mistrzostwa świata w łyżwiarstwie szybkim w wieloboju odbyły się w dniach 25–26 lutego 1911 roku w norweskim Trondheim. Zawodnicy startowali na naturalnym lodowisku na Øen Stadion po raz drugi (wcześniej w 1907). W zawodach wzięli udział tylko mężczyźni. Łyżwiarze startowali na czterech dystansach: 500 m, 1500 m, 5000 m, 10000 m. Tytuł mistrzowski obronił reprezentant Imperium Rosyjskiego Nikołaj Strunnikow. O tym, które miejsca zajmowali zawodnicy decydowała mniejsza liczba punktów. Liczba punktów była identyczna z miejscem zajętym w danym biegu (1. miejsce – 1 punkt, 2. miejsce – 2 punkty, itd.).

## Uczestnicy
W zawodach wzięło udział 16 łyżwiarzy z 6 krajów. Sklasyfikowanych zostało 10.
| Państwa biorące udział w mistrzostwach | Państwa biorące udział w mistrzostwach | Państwa biorące udział w mistrzostwach |
| -------------------------------------- | -------------------------------------- | -------------------------------------- |
| Austro-Węgry · Holandia                | Dania · Norwegia                       | Imperium Rosyjskie · Szwecja           |

## Wyniki
- DNF – nie ukończył, DNS – nie wystartował

| Pozycja | Zawodnik           | Kraj               | 500 m      | 5000 m        | 1500 m       | 10000 m       | Pkt. |
| ------- | ------------------ | ------------------ | ---------- | ------------- | ------------ | ------------- | ---- |
| 01 !    | Nikołaj Strunnikow | Imperium Rosyjskie | 46.4 (1.)  | 9:10.2 (1.)   | 2:26.0 (1.)  | 18:13.0 (1.)  | 4    |
| 02 !    | Martin Sæterhaug   | Norwegia           | 48.3 (4.)  | 9:14.4 (4.)   | 2:26.6 (2.)  | 18:49.9 (4.)  | 14   |
| 03 !    | Henning Olsen      | Norwegia           | 48.6 (5.)  | 9:13.4 (3.)   | 2:29.7 (4.)  | 18:39.9 (3.)  | 15   |
| 4.      | Thomas Bohrer      | Austro-Węgry       | 47.0 (2.)  | 9:15.6 (5.)   | 2:30.5 (5.)  | 18:50.0 (5.)  | 17   |
| 5.      | Trygve Lundgreen   | Norwegia           | 49.9 (9.)  | 9:12.2 (2.)   | 2:31.0 (6.)  | 18:29.2 (2.)  | 17   |
| 6.      | Otto Andersson     | Szwecja            | 48.2 (3.)  | 9:18.5 (7.)   | 2:26.9 (3.)  | 19:11.7 (6.)  | 19   |
| 7.      | Stener Johannessen | Norwegia           | 50.4 (12.) | 9:17.8 (6.)   | 2:32.4 (7.)  | 19:13.5 (7.)  | 28   |
| 8.      | Johs Fladaas       | Norwegia           | 49.6 (7.)  | 9:54.4 (10.)  | 2:36.0 (8.)  | 19:42.2 (9.)  | 32.5 |
| 9.      | Ejnar Sørensen     | Dania              | 50.7 (13.) | 9:44.0 (8.)   | 2:36.0 (8.)  | 19:26.4 (8.)  | 33.5 |
| 10.     | Hendrik Taconis    | Holandia           | 52.0 (15.) | 9:55.6 (11.)  | 2:41.8 (16.) | 19:55.1 (10.) | 40   |
| DNS     | Ivar Fyhn          | Norwegia           | 50.0 (10.) | 10:15.5 (14.) | 2:41.7 (15.) | DNS           | -    |
| DNS     | Christian Fyhn     | Norwegia           | 50.0 (10.) | 10:01.7 (13.) | 2:40.5 (13.) | DNS           | -    |
| DNF     | Thoralf Thoresen   | Norwegia           | 49.6 (7.)  | DNF           | 2:41.3 (14.) | DNS           | -    |
| DNS     | Jacob Sæterhaug    | Norwegia           | 51.4 (14.) | 9:48.3 (9.)   | 2:40.4 (11.) | DNS           | -    |
| DNS     | Sigurd Jensen      | Norwegia           | 52.9 (16.) | 9:58.9 (12.)  | 2:40.4 (11.) | DNS           | -    |
| DNS     | Otto Monsen        | Norwegia           | 49.5 (6.)  | 10:18.5 (15.) | 2:37.3 (10.) | DNS           | -    |